# Chinese Volleyball League 2001-2002 (femminile)
La Chinese Volleyball League 2001-2002 si è svolta dal 2001 al 2002: al torneo hanno partecipato 12 squadre di club cinesi e la vittoria finale è andata per la prima volta al Bayi.

## Squadre partecipanti
| - Bayi - Beijing - Fujian - Jiangsu - Liaoning - Nanjing | - Shandong - Shanghai - Sichuan - Tianjin - Yunnan - Zhejiang |

## Premi individuali[1]
| Premio                 | Giocatrice    | Squadra  |
| ---------------------- | ------------- | -------- |
| MVP                    | Zhao Ruirui   | Bayi     |
| Miglior attaccante     | Zhang Yuehong | Liaoning |
| Miglior muro           | Chen Jing     | Sichuan  |
| Miglior servizio       | Wang Lina     | Bayi     |
| Miglior palleggiatrice | Song Nina     | Bayi     |
| Miglior difesa         | Yang Jie      | Tianjin  |
| Miglior libero         | Li Ying       | Bayi     |
| Miglior allenatore     | Lin Yuting    | Bayi     |

## Classifica finale[1]
| Pos | Squadra  | Verdetto                        |
| --- | -------- | ------------------------------- |
| 1   | Bayi     | Al campionato asiatico per club |
| 2   | Liaoning |                                 |
| 3   | Tianjin  |                                 |
| 4   | Sichuan  |                                 |
| 5   | Shanghai |                                 |
| 6   | Nanjing  |                                 |
| 7   | Beijing  |                                 |
| 8   | Zhejiang |                                 |
| 9   | Jiangsu  |                                 |
| 10  | Fujian   |                                 |
| 11  | Yunnan   | Chinese Volleyball League B     |
| 12  | Shandong | Chinese Volleyball League B     |